# Dystrykt Jhal Magsi
Dystrykt Jhal Magsi (urdu ‏ضلع جھل مگسی‎) – dystrykt w środkowej części prowincji Beludżystan w Pakistanie. Wcześniej był częścią dystryktu Kachhi, został utworzony jako odrębna dystrykt w grudniu 1991 roku, a po krótkim okresie, w którym był znany jako Kachhi (pozostała część starego dystryktu Kachhi została przemianowana na Bolan), jego nazwa została zmieniona na Jhal Magsi w maju 1992 roku. Nazwa dystryktu pochodzi od miasta Jhal, siedziby plemienia Magsi. Historycznie rzecz biorąc, plemię Magsi jest plemieniem Samma.